# Karin Wistrand
Karin Cecilia Wistrand, född 23 april 1960 i Solna församling, Stockholms län, är en svensk musiker.

## Karriär
Karin Wistrand, som är uppvuxen i Örebro, var sångare i rockbandet Lolita Pop som startade 1979 och var aktivt till 1991.
Wistrand har medverkat på ett antal skivor som duettsångare med, bland andra Orup. Hon har även under ett antal säsonger medverkat i en uppsättning på Scalateatern med "Rockens kvinnor" som bland annat bestod av Louise Hoffsten och Marika Lagercrantz. Hon är en av deltagarna i Örebroprojektet Jeremias Session Band, som startades 2007 av Staffan Ernestam, där även Ingvar Karlsson från Sven-Ingvars är med och spelar.
Hon mottog Nerikes Allehandas Kulturpris år 2023.
År 2025 deltog Karin Wistrand som gästartist i På spåret med husbandet First Aid Kit.

## Diskografi

### Soloalbum
- 1993 – Solen

### MedLolita Pop
- 1982 – Falska bilder
- 1983 – Fem Söker En Skatt
- 1983 – Irrfärder
- 1984 – Lolita Pop
- 1985 – Att ha fritidsbåt
- 1987 – Lolita Pop
- 1989 – Love Poison
- 1990 – Blumenkraft

### MedJeremias Session Band
- 2008 – Trastland
- 2012 – En kväll i Trastland

### Fotnoter
1. ↑  Sveriges befolkning
2000:
Wistrand, Karin Cecilia
(1960-04-23)
Försäkringskassan, uttag avseende 20001231 (2014)
2. ↑  Håkan Steen (24 maj 2019). ”Lolita Pop återförenas” (på svenska). Aftonbladet. https://www.aftonbladet.se/nojesbladet/musik/a/50WKmz/lolita-pop-aterforenas. Läst 22 oktober 2019.
3. ↑  ””Klart rockmorsan ska ha priset””. Nerikes Allehanda. 22 september 2023. https://www.na.se/2023-09-22/klart-rockmorsan-ska-ha-priset/. Läst 15 november 2024.